# Valdinievole

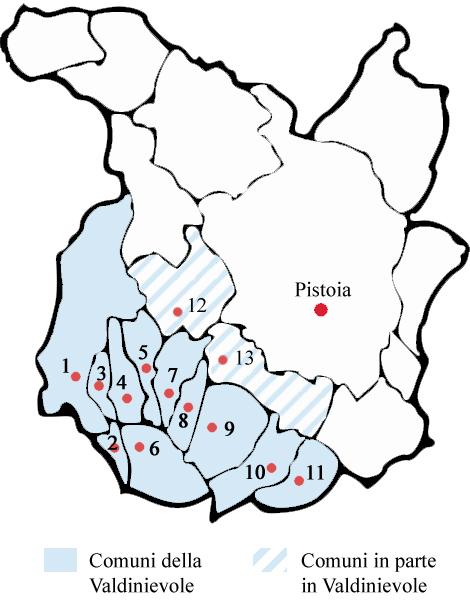
La Valdinievole dans la province de Pistoia.

La Valdinievole (ou le Val di Nievole) est une région du sud-ouest de la province de Pistoia, aux confins des provinces de Lucques et de Florence.
La région comprend 11 communes : Buggiano (4), Chiesina Uzzanese (2), Lamporecchio (11), Larciano (10), Massa e Cozzile (5), Monsummano Terme (9), Montecatini Terme (7), Pescia (1), Pieve a Nievole (8), Ponte Buggianese (6) et Uzzano (3), avec une population de 120 000 personnes.
Quelques parties des communes d'Altopascio, Montecarlo, Marliana (12) et Serravalle Pistoiese (13) peuvent y être associées.
Les centres les plus importants sont Montecatini  et Monsummano, dont le développement est récent, et Pescia, le centre de référence historique de la vallée avec l'unique hôpital et le siège épiscopal.
Si son nom vient du torrent Nievole, le cours d'eau principal en est cependant la Pescia Maggiore (ou Pescia de Pescia) qui se trouve dans la partie occidentale, avec la Pescia Minore (ou di Collodi).
Tous les torrents et les cours d'eau mineurs se jettent  dans le marais de Fucecchio, en bordure  méridionale du territoire, à la frontière de la province de Florence.
La zone septentrionale et orientale de la  Valdinievole est collinaire ou montagneuse avec des reliefs des pré-Apennins au nord et le Montalbano à l'est. À l'ouest le territoire de la  Valdinievole laisse espace à la Plaine de Lucques, dont il peut être considéré comme la continuation orientale.

## Tourisme
Un voyage dans l'histoire, dans la culture et dans les traditions des lieux donne un petit échantillon de ce qu’on trouve dans la Valdinievole. Antiquement appelée « Vallis Nebulae » : vallée du brouillard ou des nuages, puisque le terrain était principalement marécageux. Après assainissement voulu expressément par Pierre Léopold de Lorraine, Prince Royal de Hongrie et de Bohème, Archiduc d'Autriche et Grand Duc de Toscane, elle devient une riante vallée tendrement enlacée par les collines qui se ramifient depuis les Apennins. D’anciens bourgs médiévaux la couronnent en la dominant depuis les collines. Dans la vallée, on trouve des villages caractéristiques, des villas, des parcs, de célèbres stations thermales et des zones protégées. Les produits typiques locaux sont de qualité et parmi ceux-ci, on trouve quelques exclusivités de la région.

## Sources
- (it) Cet article est partiellement ou en totalité issu de l’article de Wikipédia en italien intitulé « Valdinievole » (voir la liste des auteurs).
- Jean de Sismondi décrit le Valdinievole dans  le Tableau de l'agriculture toscane  (Genève, Paschoud, 1801)